# Історія Житомира

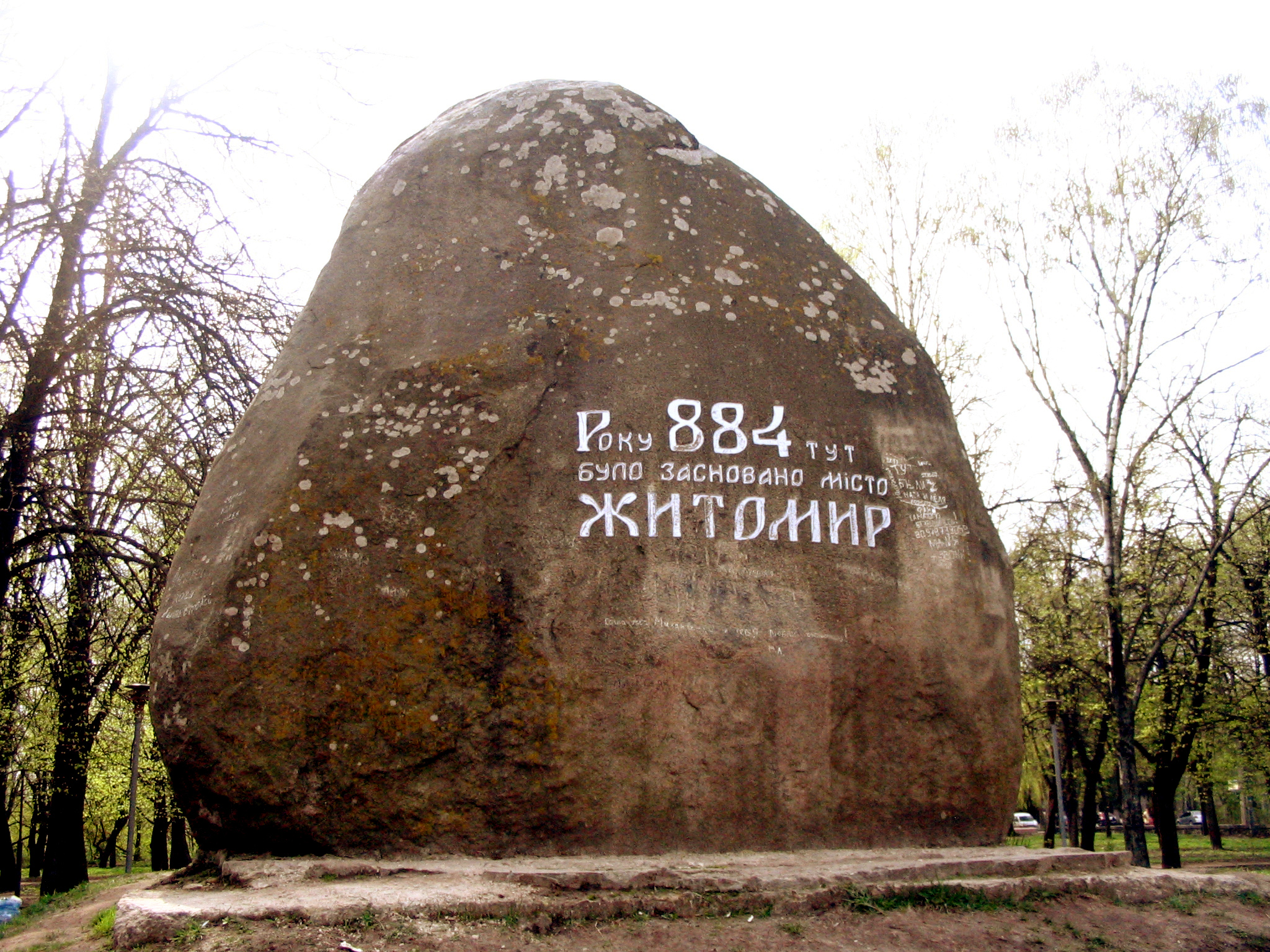
Камінь, встановлений на честь,нібито, 1100-річчя з дня заснування міста. Замкова гора

Житомир належить до найдавніших міст України. З часів середньовіччя і до сьогодні Житомир був, є адміністративним центром регіону, а в 1918 році тут протягом кількох тижнів працював уряд Української Народної Республіки.

## Стародавня історія і початки міста
Археологами виявлені поблизу міста поселення і кургани епохи бронзи, ранньої залізної доби. Широко представлені в Житомирі пам'ятки скіфського часу (XIII—III ст. до н. е.). У цей період тут з'являються городища, поселення і курганні могильники. Вони відомі в районі Смолянки, Зарічан, Корбутівки, Старої Рудні, Мальованки, Соколової гори, Крошні. В межах міста розкопано також могильники VII сторіччя та залишки староруського городища X — XIII століть.

Серед відомих археологів, що досліджували Житомирщину В. Б. Антонович, С. С. Гамченко, І. С. Винокур, Русанова та ін.
За місцевою легендою, яку записав історик XIX століття, священик Микола Трипольський, місто започатковано близько 884 року, і свою назву одержало від імені руського дружинника київських князів Аскольда та Діра — Житоми́ра, що нібито відмовився служити Олегу, сховався в лісах і оселився на високій скелі при злитті рік Кам'янки й Тетерева. Згодом над глибоким (близько 30 метрів) урвищем над Кам'янкою збудували дерев'яний замок (зараз на Замковій горі, у цьому місці розташований філіал обласного архіву).

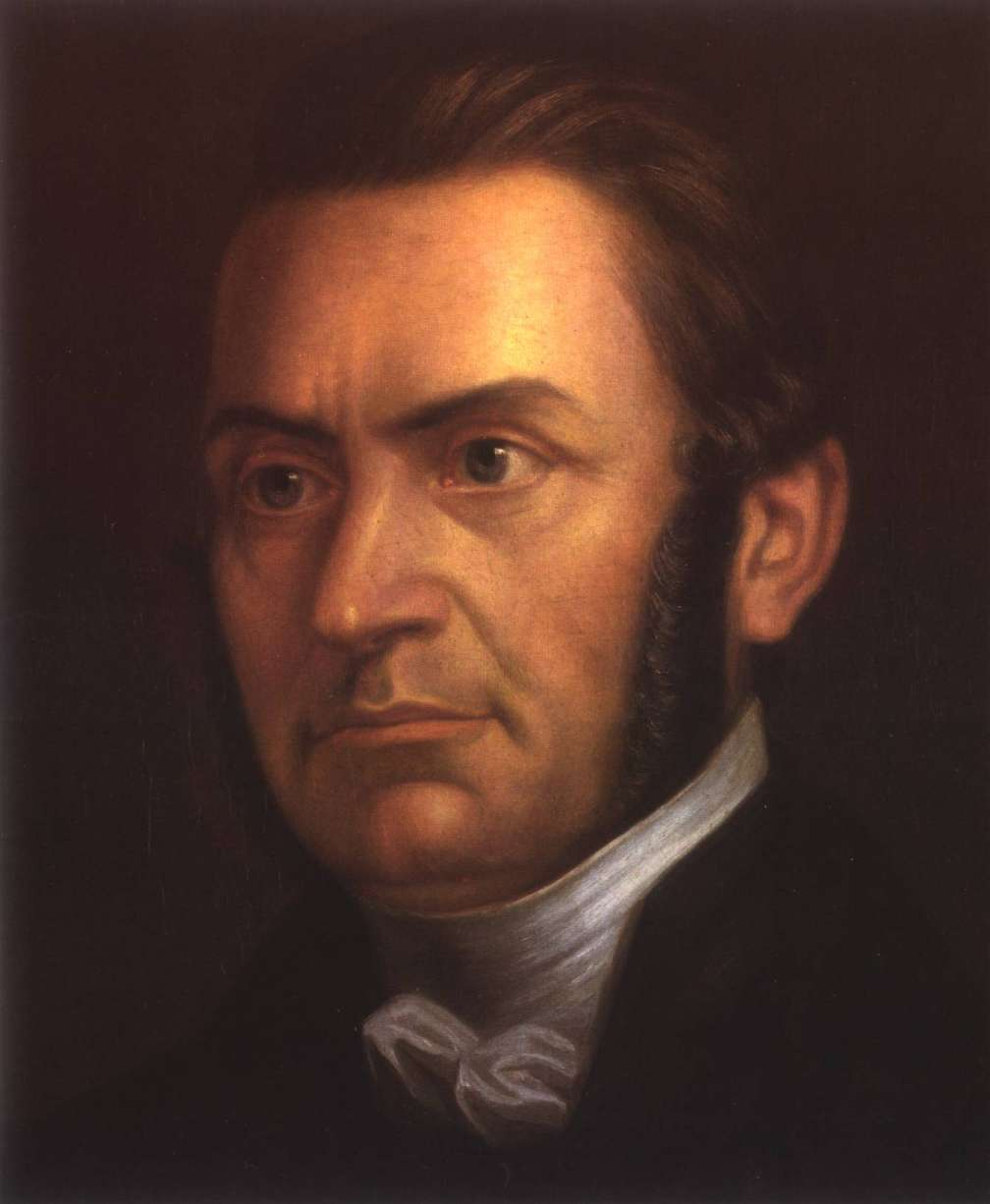
Павел Шафарик

Відомий чеський вчений-славіст Павел Йозеф Шафарик, доводив, що древнє городище — майбутній Житомир — виникло як центр племені житичів, що входило в племінний союз древлян. Назва міста — мир житичів, як і самого племені, основним заняттям якого було хліборобство, виникла від важливої в цьому краї культури (рослини) — жита, що культивується тут із незапам'ятних часів. Є свідчення про те, що в давнину навіть у центрі міста сіяли жито, ячмінь. Про місто говорили: «мир і жито», «мир житичів». Можливо також, що Житомир — це скорочена форма від слова «животомир», тобто символ мирного спокійного життя.
М. І. Теодорович у праці «Историко-статистическое описание церквей и приходов Волынской епархии», переповідаючи попередні, доповнює їх своєю: «Житомир вперше згадується в історичних актах в 1305 році під іменем Животова».
Перша літописна згадка про Житомир відноситься до 1240 року, у зв'язку з походом на захід війська хана Батия після розгрому Києва[джерело?]. Житомир під час монголо-татарського нашестя було цілком розорено й зруйновано, місто страждало від татар ще кілька разів (до XVII століття).

## Велике князівство Литовське, Руське, Жемантійське
У другій половині XIV ст. посилюється вплив однієї з найбільших та могутніх держав у Східній Європі — Литовської.
У 1320 році житомирську фортецю захопив литовський князь Гедимін, так звільнив з-під влади Золотої орди та приєднав його до складу Великого князівства Литовського «В 1320-их роках, — пише український історик Іван Крип'якевич, — великий князь Гедимін зайняв Берестейщину, дещо пізніше також Пінщину разом з давньою древлянською землею. Його син Любарт, в 1340 р. став волинським князем і намагався здобути Галичину. Другий син Гедиміна — Ольгерд — в 1350-их роках опанував чернігівсько-сіверську землю, в 1362 р. зайняв Київ, у 1363 р. переміг татар над Синьою Водою і поширив свою владу на Поділля». Внаслідок цього почастішали набіги татар, місцеве населення будувало оборонні спорудження з підземними ходами, залишки яких знаходять ще й досі.

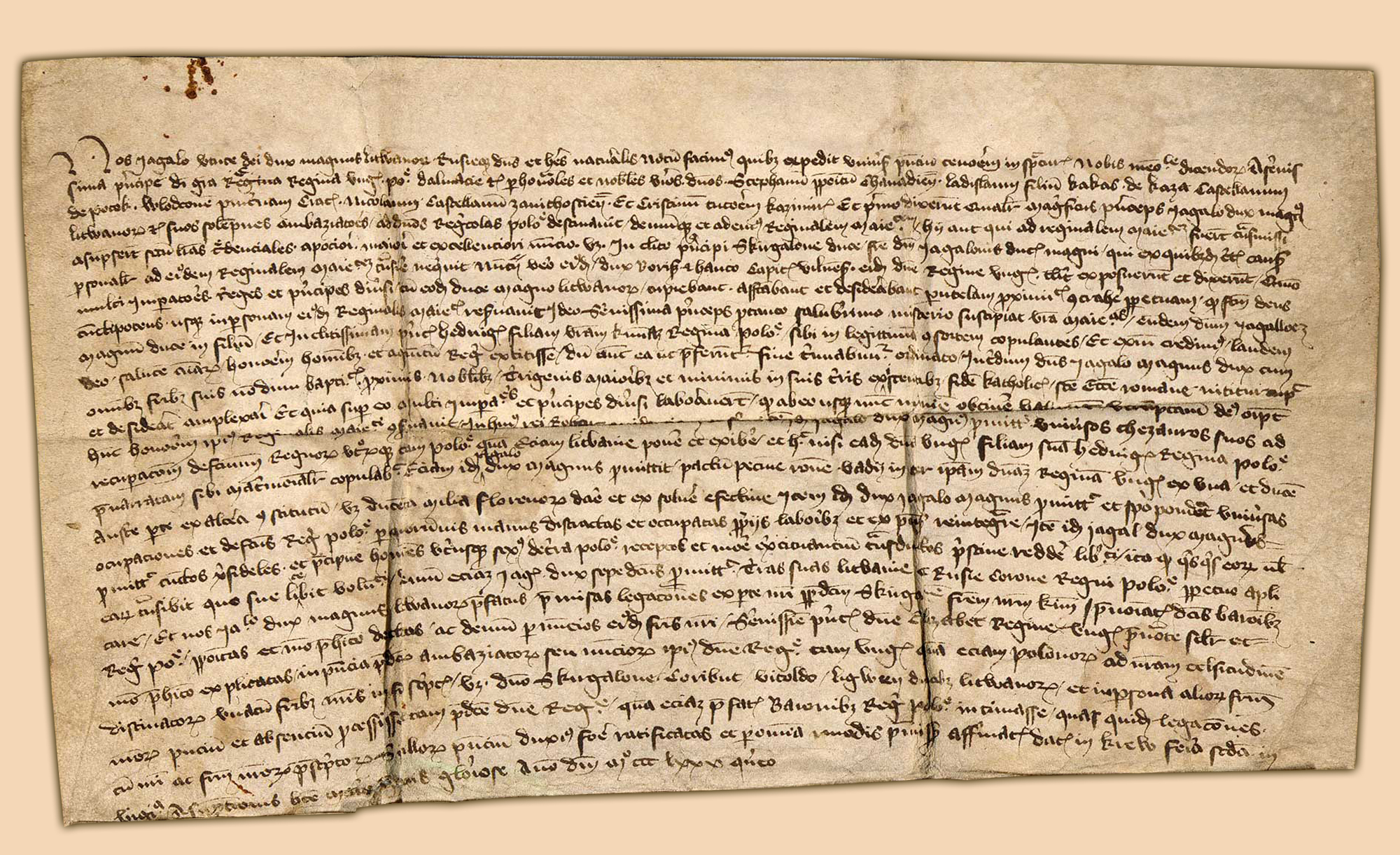
Оригінал Кревської унії, 1385 р.

У 1385 відбулася Кревська унія. У травні 1393 р. Вітовт посунув війська проти Києва та Поділля: «А князю Володимеру Олгирдовичю, тогда бивше в Киеве, и не всхоте покоры учинити и челомь ударити великому князю Витовту. Тои же весны князь велики Витовт поиде взя град Житомир и Вручии и приеха к нему князь Володимир».
У 1399 році золотоординський хан Єдигей розгромив військо литовського князя Витовта, захопив і розграбував Житомир. За словами літописця, «…без меры много зла сотвориша» набіг кримських татар у 1469 році. Вщент зруйнували місто орди хана Менґлі-Ґирея в 1481 році, що підтверджує ревізія замку Житомирського в 1545 році

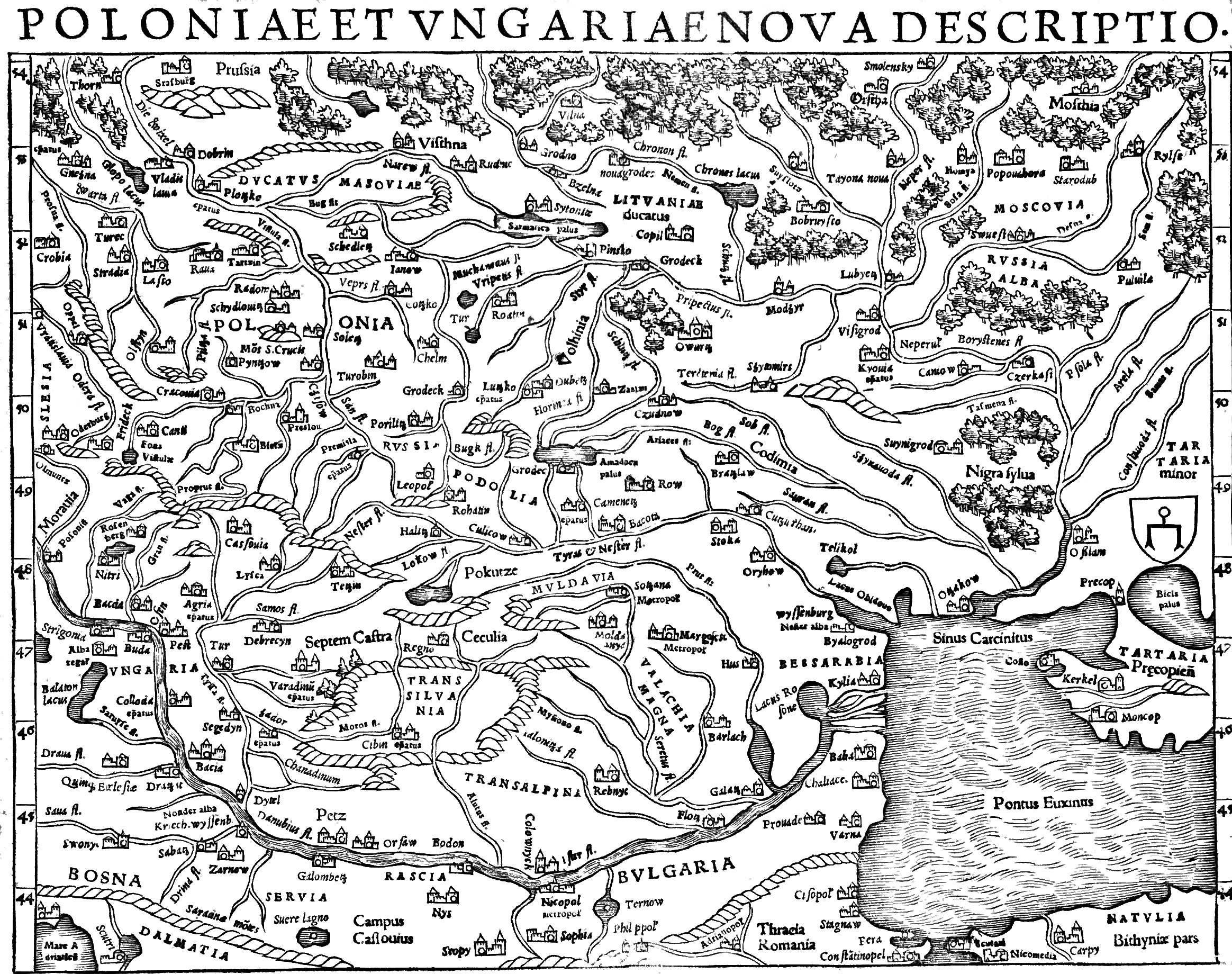
Житомир на мапі Себастьяна Мюнстера, 1554 р.

Житомир вперше отримав магдебургію у 1432 році, але через складну політичну ситуацію, що склалась на той час у Великому князівстві Литовському, пройшло ще 12 років до остаточного його затвердження. У 1444 році Житомир привілеєм короля Казимира Ягеллончика Житомир одержав магдебурзьке право.
Після перетворення 1471 року Київського князівства на Київське воєводство ВКЛ, Житомир став у його складі повітовим містом. До нього було приписано села Романове, Ловков (нині Левків), Крошня, Котельня, Рудники, Звиняче, Іванкове.
Іноземний мандрівник венеціанський посол Амброджо Контаріні, який у 1474 році відвідав Житомир, проїжджаючи по дорозі до перського шаха, у своїх мемуарах згадував про замок так: «місто укріплене, в якому будівлі дерев'яні». Фортеця поступово зростала, розбудовувалася, у місті поступово розвивалися ремесла і торгівля.
Місто поступово росло, будувалося, розвивалися ремесла, торгівля. Центром і найбільш значною спорудою був замок.
У 1557 році Роман Сангушко отримав універсал короля Сигізмунда II Августа на староство у м. Житомир, де під його керівництвом почали укріплювати фортецю для кращого захисту від московських військ, організовував низку вдалих захисних кампаній проти кримських татар. У 40-х рр. XVI століття замок був перемурований і укріплений за проектом місцевого зодчого Семена Бабинського. Його товсті стіни були оточені оборонним ровом, заповненим водою.

## Річ Посполита та Гетьманщина
Після Люблінської унії 1569 року Житомир потрапив під владу польських магнатів.

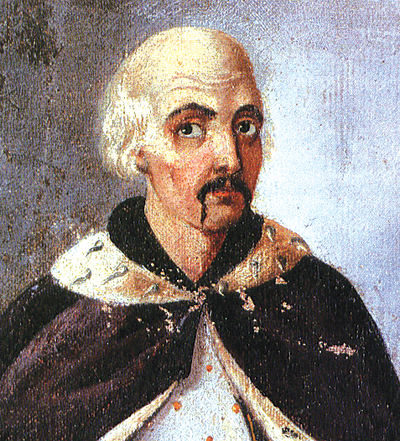
Северин Наливайко

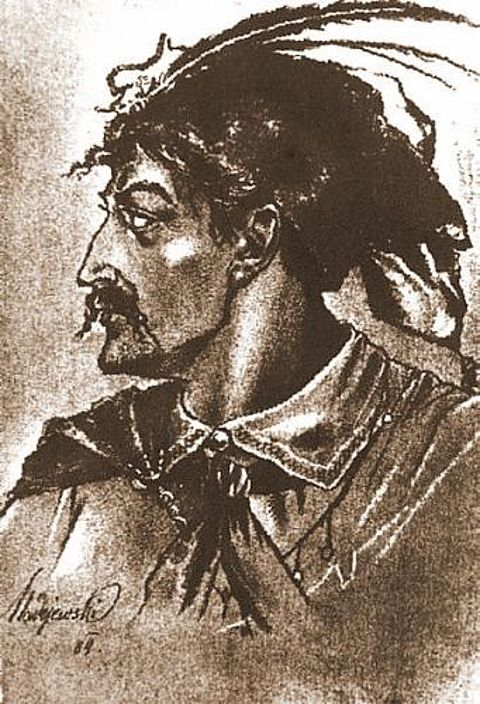
Іван Богун (1618—†1664), козацький полковник

В 1594–1596 роках спалахнуло народне повстання під керівництвом Северина Наливайка і Григорія Лободи, житомиряни хоробро боролися в селянсько-козацьких загонах.
Визвольна війна українського народу проти польсько-шляхецького панування, яку очолив Богдан Хмельницький, викликала новий підйом народного руху. У 1648 році військо Богдана Хмельницького штурмом узяло житомирський замок. Житомиряни разом з козацькими полками М. Кривоноса під стінами Житомирського замку билися з загоном Я. Вишневецького.
В 1651 році на північній околиці Житомира козацькі загони Івана Богуна, розбили 17-тисячну армію польського князя Четвертинського.
Поворотним пунктом в історії міста можна вважати 1667 рік, коли за умовами Андрусівського перемир'я, Київ відійшов до Московського царства, а київські гродський та земський суди було перенесено до Житомира, який фактично став також і адміністративним центром Київського воєводства. Юридично цей статус було закріплено Гжимултовським трактатом 1668 року. Ця обставина відіграла важливу містотворчу роль і дала поштовх для подальшого інтенсивного розвитку Житомира. В місті відбувалися важливі події внутрішнього життя воєводства, зокрема проходили судові засідання, воєводські сеймики, військові збори та переписи місцевої шляхти.
Потрясінням для міста стало велике селянське постання 1768 року відоме під назвою Коліївщина. У селі Кодня, біля Житомира, було страчено біля трьох тисяч учасників повстання. На одному із курганів, де поховані загиблі, встановлений пам'ятний знак. Після цих трагічних подій з'явилося «побажання» найлютішим ворогам: «А щоб тебе свята Кодня не промайнула…»
Безпосереднім поштовхом до повстання Коліївщини було створення у лютому 1768 року Барської конфедерації.

## Російська імперія
У 1795 році, після третього поділу Польщі, Житомир був окупований та анексований Російською імперією, а з 1797 року став центром новоствореної Волинської губернії. Остаточно цей статус було затверджено через сім років, у 1804-му.
З вересня 1811 року тут жив російський воєначальник, учасник війни 1812 року, П. І. Багратіон, що командував Подільською, а потім 2-ю Західною армією. 
Під час Франко-російської війни 1812 року чимало жителів міста воювало  у лавах російської імператорської армії. Лише наприкінці липня 1812 року з Житомира до діючої армії пішло 103 чоловіка. 
З початку XIX ст. Житомир став одним з центрів суспільного руху на Волині. В 1823—1825 рр. В місті діяли члени Товариства об'єднаних слов'ян і Південного товариства декабристів. З містом, зокрема, пов'язана діяльність декабристів П. І. Пестеля, С. І. Муравйова-Апостола, П. Дунцова-Вигодовського, А. І. Борисова, П. І. Борисова та І. І. Іванова. 1824 року С. І. Муравйов-Апостол зустрічався в Житомирі з розжалуваними солдатами Семенівського полку, а в грудні 1825 року — з представником польського патріотичного товариства Мощинським. 30 грудня 1825 року в будинку Уварових відбулася нарада членів Південного товариства, на якій обговорювався план повстання. Декабристи планували захопити в Житомирі штаб-квартиру 3-го піхотного корпусу, в якому служив секретар Товариства об'єднаних слов'ян І. Іванов, заарештувати командира корпусу, підняти солдатів та офіцерів і рушити на Київ. Проте повстання декабристів, яке розпочалося в Петербурзі, зазнало поразки.

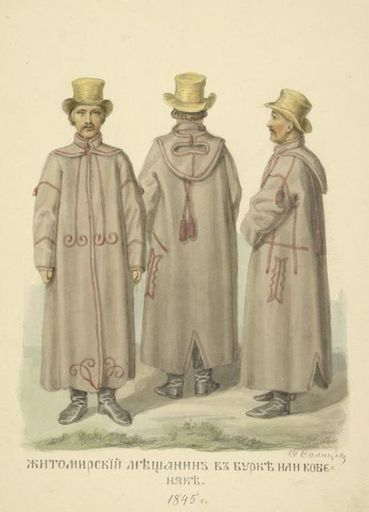
Житомирський міщанин в бурці/кобеняку 1845

На початку XIX сторіччя почали діяти просвітні і культурні заклади: чоловіча гімназія, чотирьох класове повітове училище, пізніше пансіон шляхетних дівиць, бібліотека, театр, на підмостках якого виступали видатні актори М. С. Щепкін, В. Н. Давидов, Г. Н. Федотова, композитор А. Г. Рубінштейн.
В 1856 році побудовано Михайлівський собор на кошти житомирського купця Михайла Хаботіна (†1861).

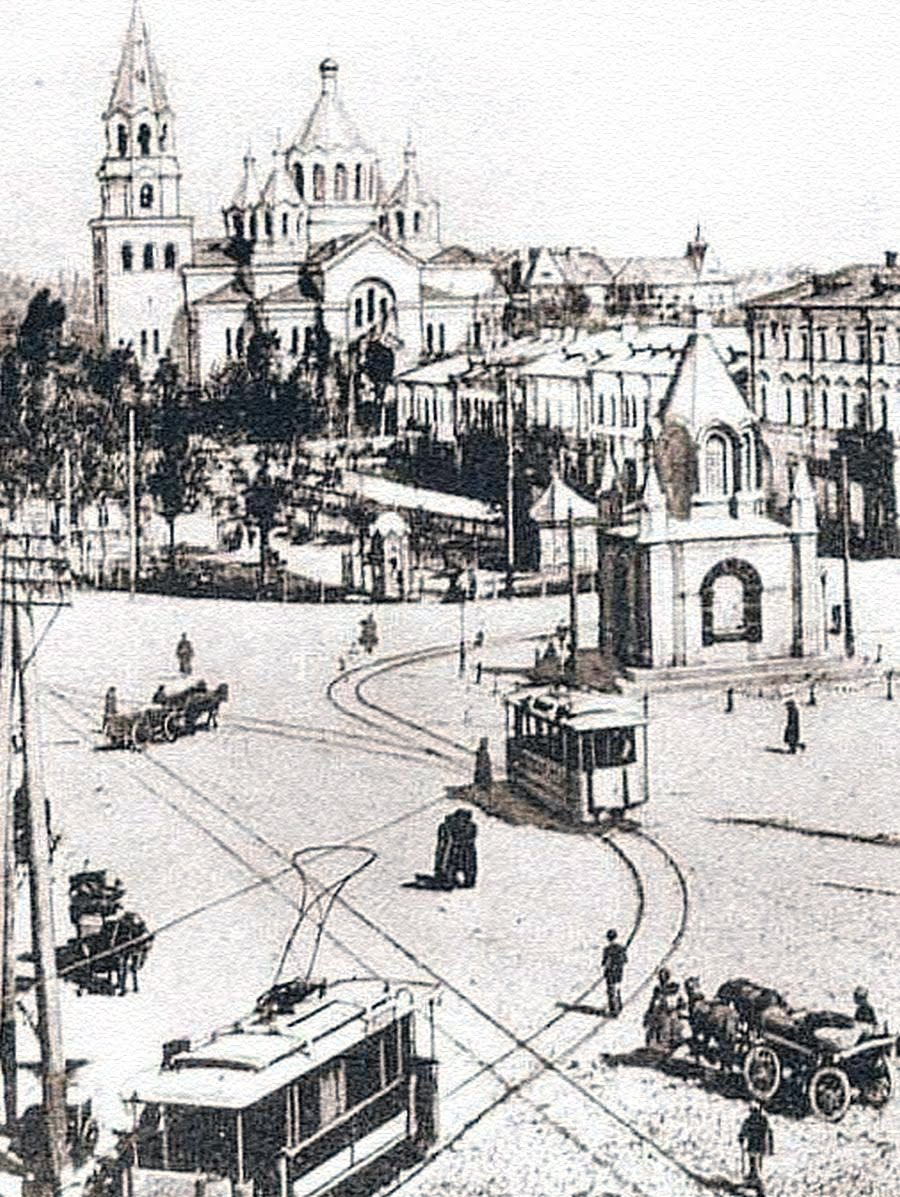
Спасо-Преображенський собор

В 1866—1874 рр. будується Спасо-Преображенський собор.

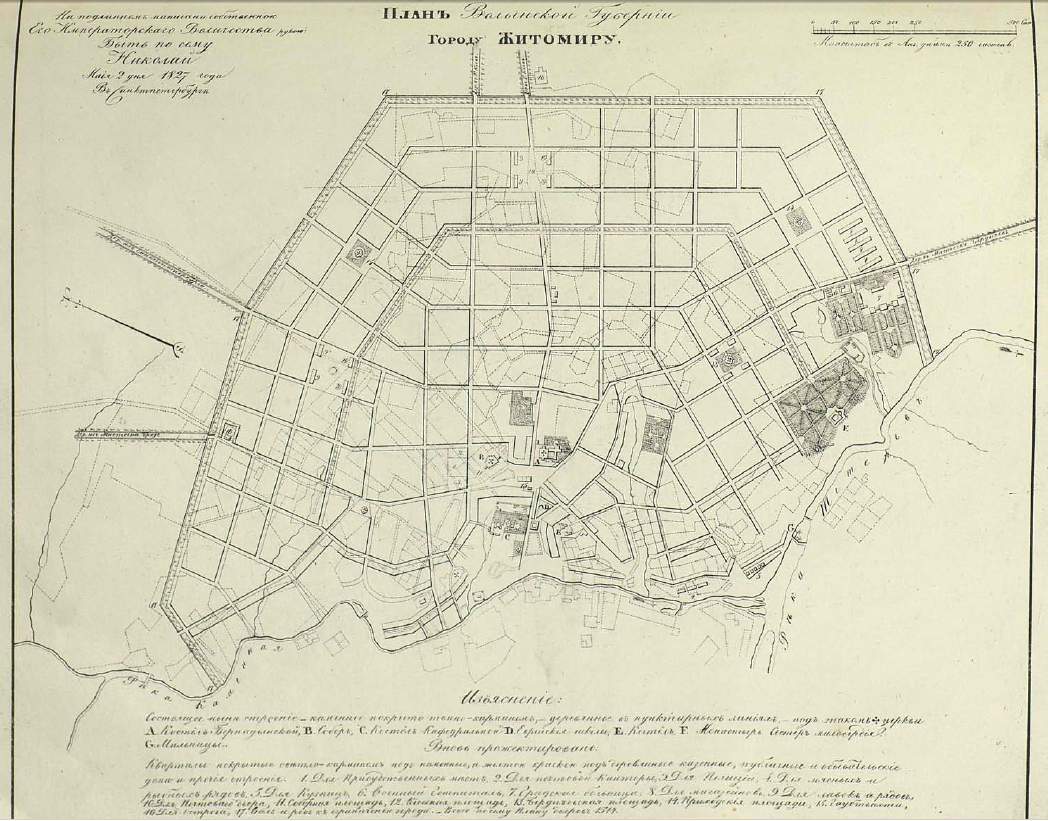
План міста Житомира Волинської губернії, затверджено 2 травня 1827 року, Санкт-Петербург

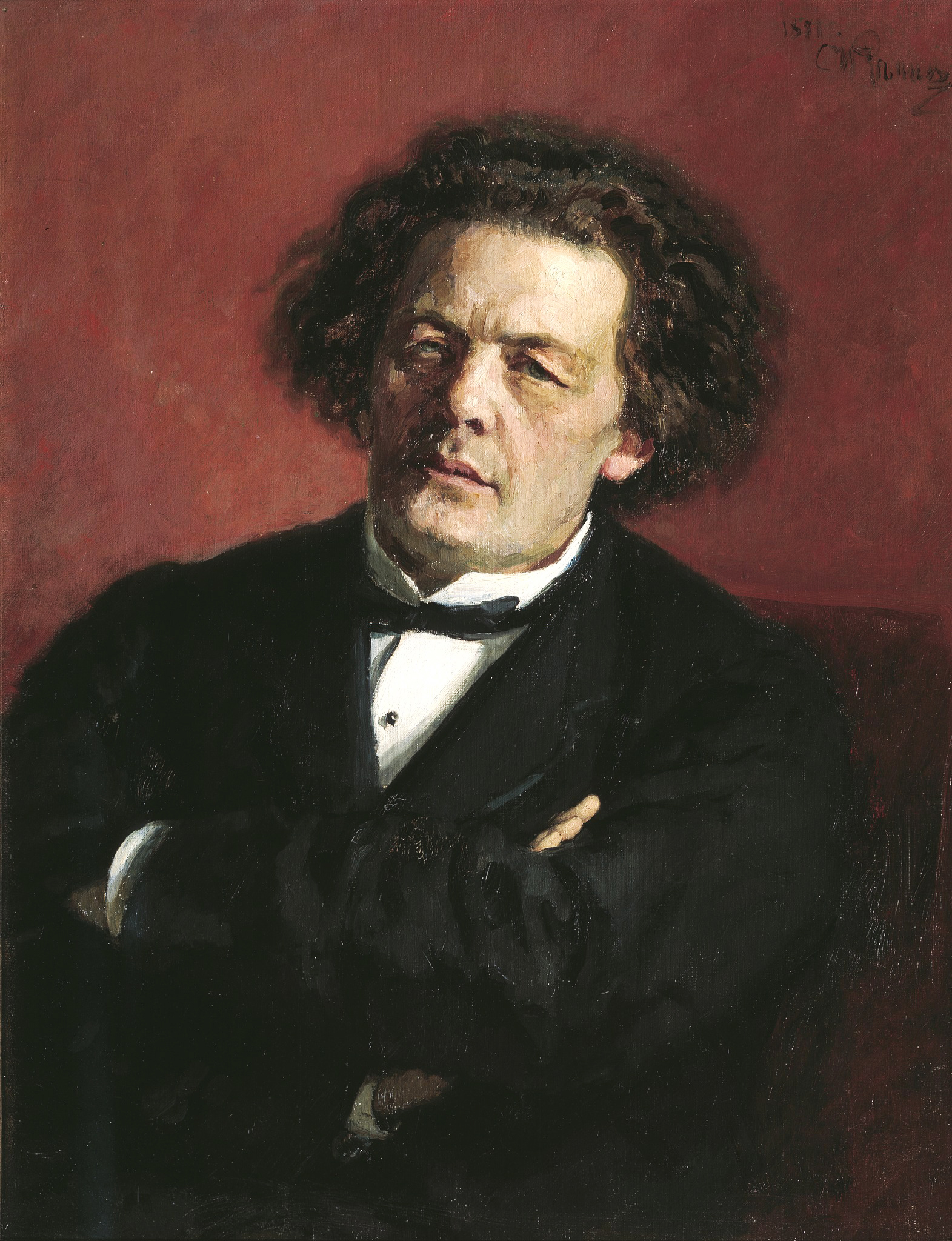
Ілля Рєпін. Портрет композитора А. Г. Рубінштейна 1881

Скасування кріпосного права, розвиток капіталістичних відношень сприяли перетворенню Житомира в промислово-торговий центр.
За даними 1885 року, у Житомирі наявні 5207 будинків (із них 1152 мурованих), зокрема 4127 житлових (660 мурованих), 12 церков (2 дерев'яні), 5 православних каплиць (1 мурована), 2 католицькі костьоли (муровані), 1 костьол євангелістів (мурований), 2 синагоги (муровані), 36 єврейських будинків для молитви (14 мурованих), 54935 мешканців (27567 чоловіків і 27368 жінок), серед яких відповідно до станів: 4245 шляхти дідичної й особистої, 62 православного духовенства (30 жінок), 17 католицького, 5 євангелістського (3 жінки), 5 єврейського (3 жінки), 46705 міщан, 815 селян, 940 війська регулярного, 2906 вояків відставних і комісованих та їхніх родин, 175 іноземців; за віровизнаннями: 22265 православних, 1002 розкольників, 9337 католиків, 160 євангелістів, 33 гуситів чеських, 22111 єврейського, 27 магометан. Віросповідання У п. р. укладено 395 шлюбів, народилося 1605 дітей (115 позашлюбних), померло 1416 осіб, тобто приріст населення становив 189 осіб. Ремеслами займалося 4277 осіб (1383 майстри, 1974 челядники, 920 учнів, серед них 1404 шевці і 672 кравці. Раніше Житомир славився виготовленням рукавичок, які знаходили збут у всій південній Росії.
У жовтні 1865 року створюється музей при Російській публічній бібліотеці.
У 1896 році була споруджена вузькоколійна залізниця Житомир—Бердичів, а під час першої світової війни широка колія зв'язала Житомир із Бердичевом і Коростенем.

## Українська революція
Житомир, як і більшість всіх українських міст, переніс усім відомі події 1917 року. За цей час у місті змінювалася влада тринадцять разів.
1918 року тут протягом кількох тижнів працював уряд Української Народної Республіки. Ось як про ці події згадує британський історик Роберт Конквест в своїй праці «Жнива скорботи: радянська колективізація і голодомор»:
|  | 16-18 грудня 1917 p. в Києві відбувся з'їзд Рад, на якому більшовики одержали тільки 11 % голосів. Тоді їхні делегати переїхали до Харкова, щойно зайнятого Червоною армією, скликали там свій з'їзд Рад. Серед його делегатів переважали росіяни. 25 грудня 1917 p. з'їзд заявив про створення “радянського уряду” на чолі з Ю. Коцюбинським. 22 січня 1918 p. Центральна Рада проголосила Україну незалежною суверенною республікою, однак 12 лютого харківський маріонетковий уряд увійшов до Києва слідом за Червовою армією, а Центральна Рада переїхала до Житомира. |

Прагнучи врятувати столицю від знищення більшовицькими військами, Центральна Рада ухвалила рішення вивести війська й артилерію з центра у передмістя, а державні органи евакуювати до Житомира. У ніч з 27 на 28 січня 1918 року Центральна Рада УНР прибула на спеціальному потязі до Житомира. її поява у місті не викликала захоплення ані в місцевих обивателів, ані у міської влади. Як свідчать матеріали Державного архіву Житомирської області, 28 січня відбулося екстрене засідання міської думи, на якому розглядалося питання «Про становище в м. Житомирі у зв'язку з поточними подіями й заняття м. Києва більшовиками».
Із заявою виступив представник Центральної Ради Слопицький, який повідомив, що уряд має намір зайняти приміщення гімназії Н. Покрамович (цей будинок по вулиці Пушкінській тепер перебудовано, в ньому знаходиться факультет іноземних мов Житомирського державного університету імені Івана Франка). Заява Слоницького викликала вкрай негативну реакцію у більшості гласних міської думи. Принаймні гласний Айнгорн зазначив, що дума в політичній боротьбі не може стати на той чи інший бік, її мета — турбота про безпеку населення цілого міста. Тому потрібно, щоб Центральна Рада залишила Житомир. З категоричними запереченнями щодо перебування Центральної Ради в Житомирі, у зв'язку з присутністю якої може статися розгром міста, виступили й інші гласні думи. Та, незважаючи на далеко не гостинну зустріч, Центральна Рада все ж таки залишилась у Житомирі.
Не отримавши притулку у місті, члени Центральної Ради змушені були залишатися жити у … залізничних вагонах безпосередньо на станції Житомир. В цих складних умовах Центральна Рада продовжувала займатися законотворчою діяльністю.
Хід військових дій вплинув на перебіг подій — і, під загрозою зайняття Житомира більшовиками, Мала Рада та уряд змушені були увечері 1 лютого виїхати у напрямку Сарн. Після звернення уряду В. Голубовича до німців за допомогою, останні не забарилися. Німці послали в Україну корпус фельдмаршала Германа фон Ейхгорна, який невдовзі окупував Житомир та інші міста Правобережної України.
Після того, як 11 лютого Житомира зайняли війська куреня П. Болбочана, Центральна Рада та Рада народних міністрів 13 лютого переїздять з Коростеня знову до Житомира. 14 лютого Рада народних міністрів призначає Комірного головним комісаром уряду УНР при головнокомандуючому німецькими військами в Україні, затверджується спеціальна інструкція про права та обов'язки комісара. 15 лютого, з метою підсилення влади на місцях, видається наказ про запровадження посад губерніальних та повітових комендантів для «боротьби з анархією взагалі і для охорони майна військового». З цього ж дня в Житомирі почала виходити газета «Народна воля», редакція якої переїхала з Києва. Вона однією з перших надрукувала прийняті на території Житомирщини закони УНР. Вже в першому числі газети, що вийшла в Житомирі 15 (28) лютого, вміщено статтю М. Грушевського «Український державний герб», а наступного дня — «Очищення огнем».
Наприкінці лютого Житомир став епіцентром передислокації військ УНР перед наступом на Київ. Події цих днів, зокрема 25-27 лютого 1918 р., у своїх спогадах описує генерал-хорунжий Генерального штабу УНР Всеволод Петрів, у майбутньому в еміграції військовий літератор, педагог, один з провідних діячів ОУН. Додамо, що В. Петрів з січня по червень 1919 р. був начальником житомирської юнацької школи, яка готувала старшин для армії УНР.
У першій декаді березня засідання Малої Ради в Житомирі відбувалися майже щоденно. Було ухвалено закон про грошову одиницю — гривню та про друк кредитних державних білетів вартістю 2, 5, 10, 20, 100. 500 і 1000 гривень, а також випуск монет вартістю 20 гривень, 1 гривня, 1, 2, 5, 10, 20, 50 шагів. Ухвалено закони про громадянство УНР, тимчасовий статут про громадські роботи, реєстрацію громадянства УНР.
На засіданні Малої Ради в Житомирі, що відбулося на початку березня, було також схвалено закон про адміністративно-територіальний устрій УНР, згідно з яким скасовувався поділ України на губернії, повіти, встановлювався поділ на землі — 32 одиниці. За новим поділом Житомир, зокрема, мав стати центром Болохівської землі.
Активній законотворчості Центральної Ради (у її другий приїзд до Житомира) сприяв, очевидно, і той фактор, що цього разу нона мала пристойне приміщення і гарні умови для своєї роботи. Містилась Центральна Рада, як повідомляє газета «Трудовая Волынь», у будинку дворянського зібрання. Це було одне з найкращих приміщень на той час у місті. На жаль, під час Другої світової війни цей історичний будинок було зруйновано.
Після Українсько-радянської війни, почалися масові будівництва і реконструкції міста. Були створені 1-й Волинський чавуноливарний завод і механічний завод «Сельмаш», що згодом організувалися в машинобудівний, а пізніше в мотороремонтний завод. Почали випуск продукції нові підприємства — фабрики музичних інструментів, панчішна, лакофарбова, шліфувально-гранувальна, реконструйований меблевий комбінат, цегельні заводи, кондитерська і макаронна фабрики. Було відновлено рух залізницею, що з'єднала Житомир із Коростенем і Бердичевом, а також було відкрито в 1935 році залізничну лінію Житомир-Фастів, що зв'язує Житомир із Києвом.

Житомирська міська Рада 1925

Перший раз місто було зайняте військами Радянської Росії 13 березня 1919 року· Війська УНР відступили; але потім знову перейшли в наступ·
Більшовики покинули місто в ніч на 22 березня 1919 р., перед тим випустили з тюрми 300 кримінальників. Через 5-6 годин частини війська УНР увійшли в місто, де тривав єврейський погром. 23 березня до міста прибув Симон Петлюра, викликав польову жандармерію полковника Богацького. За допомогою також Юнацької школи (під командуванням полковника Всеволода Петріва, прибула дещо пізніше) в місті було наведено порядок. 12 квітня 1919 року війська Радянської Росії вдруге зайняли Житомир· 20 серпня 1919 війська УГА ЗУНР звільнили місто від більшовиків ; але 17 вересня вони знову повернулись·

## Радянський період

### Голодомор
Місто постраждало внаслідок голодомору 1932—1933. 
У 2008 році Національний музей Голодомору-геноциду видав Національну книгу пам’яті жертв голодомору 1932–1933 років в Україні. Житомирська область. — Житомир. Книга має 1116 сторінок, і складається з наступних розділів:
Розділ 1. Мартиролог (ст. 19-882), перелік загиблих 
Розділ 2. Документи (ст. 883-936). 
Розділ 3. Свідчення очевидців (ст. 937-1074).

Витяг з Книги пам’яті жертв голодомору:
За архівними документами, у 1932–1933 рр. загинуло 8015 чол., на сьогодні встановлено імена 7418 чол. та 597 невідомих. 

Перелік населених пунктів, що постраждали від Голодомору 1932—1933 (Житомирська область)
Місто Житомир у 1932–1933 рр. входило до складу Київської області. За архівними документами, у 1932–1933 рр. загинуло 8015 чол., на сьогодні встановлено імена 7418 чол. та 597 невідомих. 
Мартиролог укладений на підставі Книг реєстрації актів про смерть у м. Житомирі, які зберігаються в Державному архіві Житомирської області (ДАЖО. – Ф. Р – 5069, оп. 4, спр. 281*287, 293*303). В основному голод зачепив довколишні села, але й у самому місті зареєстровані факти голодної смерті, масових хвороб та психозів, викликаних тривалим голодуванням.
Крім того, до складу сучасного Житомира увійшли села та хутори, які були повністю або частково знищені голодомором: с. Смоківка, с. Соколова Гора, с. Шляхта, с. Крошня Українська, с. Смолянка Друга, с. Крошня Чеська, с. Нова Крошня, а також хутори Видумка, Киналевського, Хінчанка Друга, Хранівка, Хінчанка Перша, Церковщина, Шевченка (два однойменні хутори), Богунія, Виговського, Стара Рудня.
Всі ці населені пункти на сьогодні не існують, а населення, яке пережило геноцид, частково інтегрувалося у міську громаду Житомира.

### Друга світова війна

Пам'ятник 20-річчя Перемоги Житомир

Монумент Слави у Житомирі

Напередодні Другої світової війни в Житомирі нараховувалося 62 підприємства, у місті діяли 29 медичних установ. Працювали театр, філармонія, палац піонерів, 3 кінотеатри, 4 клуба, музей. Активними провідниками культурної революції на житомирській землі були поет О. Безименський, драматург І. Кочерга, композитори В. Косенко, Б. Лятошинский, М. Скорульський, режисер В. Магар, фольклорист і хормейстер М. Гайдай і інші. Житомир ставав значним промисловим і культурним центром.

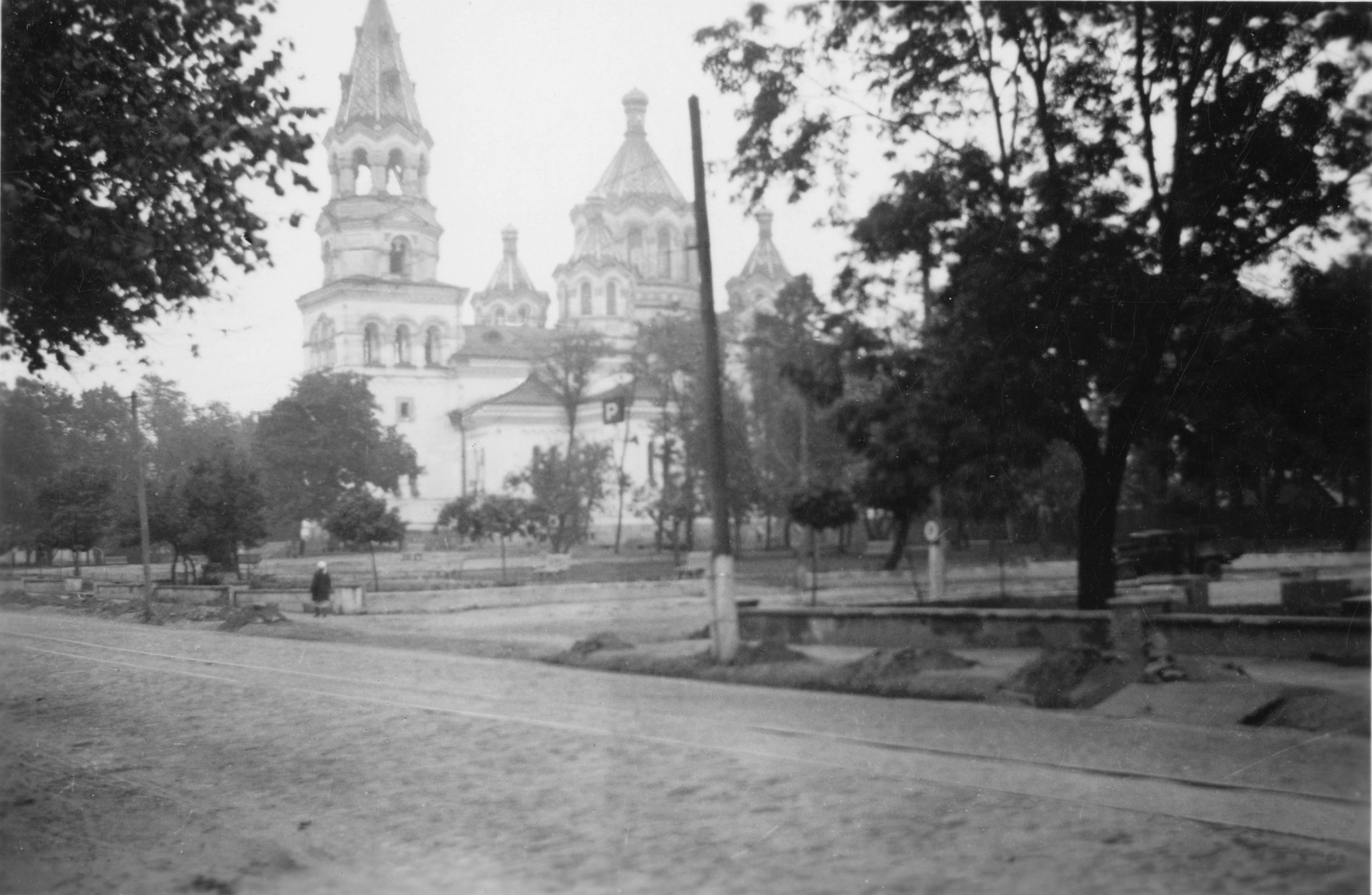
Вид на собор. 1941 рік

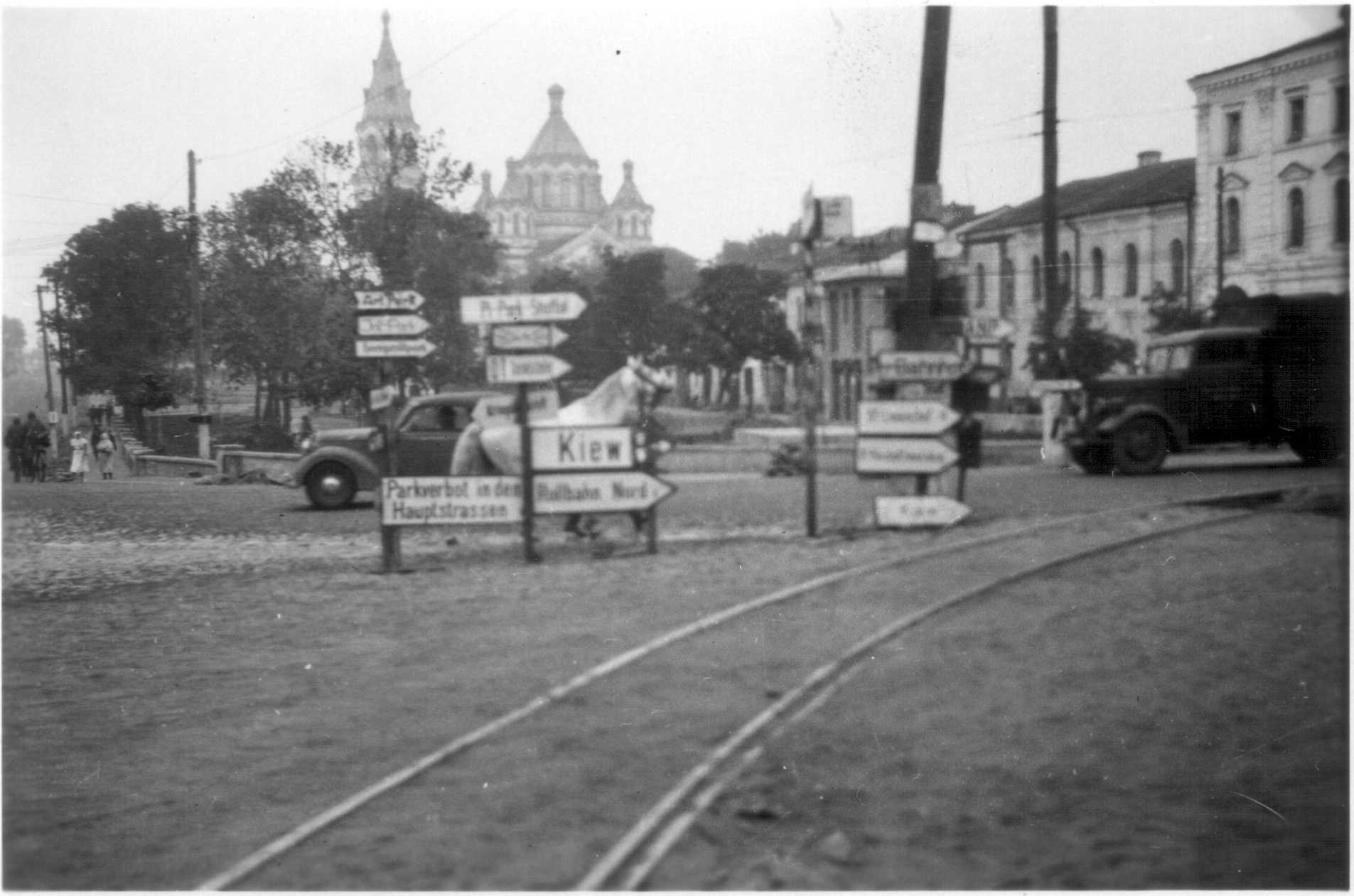
Вид з вулиці Перемоги. 1941 рік

22 червня 1941 року в перші години німецько-радянської війни місто було піддано бомбардуванню гітлерівської авіації. У наступні два-три дні більше трьох тисяч жителів було примусово мобілізовано до лав Червоної Армії.
На початку липня почалася евакуація Житомира, що закінчилась 6 липня. На схід вивозили промислові підприємства, дитячі будинки, школи, установи.
9 липня німці увійшли в Житомир. Війська 5-ї армії під командуванням генерал-майора М. І. Потапова неодноразово переходили в контрнаступ, створюючи погрозу основним силам німецької групи армій «Південь». У запеклих боях німці втратили близько 30 тисяч солдатів і офіцерів, сотні танків.
Дії 5-ї армії на тривалий час затримали просування гітлерівських військ до Києва.
20 жовтня 1941 р. Житомир став адміністративним центром однойменної генеральної округи. Особливі частини СС і гестапівські служби кидали військовополонених у стаціонарний табір смерті, замаскований під лазарет, де щодня гинуло близько 400 чоловік. Масове знищення хворих і поранених, мирного населення гітлерівці здійснювали на восьмому кілометрі Новоград-Волинського шосе. У братських могилах тут поховано 45 тисяч мирних жителів, 65 тисяч військовополонених.
Активні бойові дії на початку 1942 року вели біля двадцятьох підпільних радянських груп. Пізніше підпільні організації діяли разом із загонами партизанських з'єднань С. Ф. Маликова й О. М. Сабурова. 12 листопада 1943 року частини 23-го стрілецького корпусу і з'єднання 1-го гвардійського кавалерійського корпусу під командуванням генералів М. О. Чувакова і В. К. Баранова захопили Житомир. Але німці не хотіли позбутися важливого вузла комунікацій і, підтягнувши свіжі сили, перейшли у наступ. Після жорстоких боїв радянські війська залишили місто.
Вирішальна битва на Житомирському напрямку почалася в грудні 1943 року, коли після 50-хвилинного артилерійського обстрілу і бомбардування з повітря війська 1-го Українського фронту прорвалися крізь ворожу оборону, розширили прорив до 300 км по лінії фронту і 200 км у глибину, захопивши Радомишль, Брусилів, Коростишів.

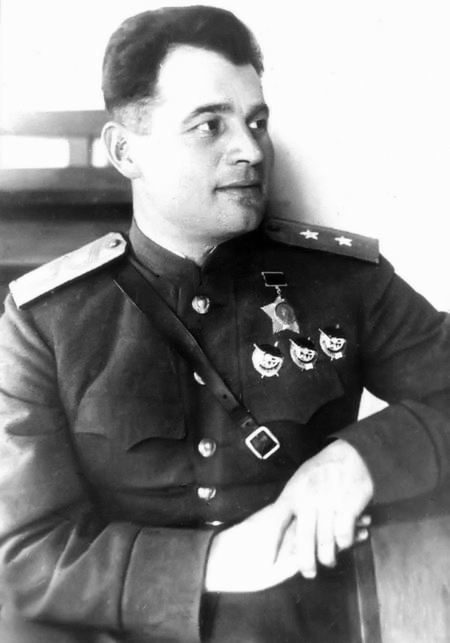
Черняховський Іван Данилович

Під Житомиром німці зосередили значні сили. Командування вирішило розгромити гітлерівський гарнізон у місті одночасно ударом з фронту і флангів. 30 грудня 3-я гвардійська танкова армія, перерізала шосейну дорогу Житомир — Бердичів, ізолювала житомирське угруповання німців від бердичівського. Війська 60-ї армії під командуванням генерал-лейтенанта І. Д. Черняхівського, обійшли Житомир із північного заходу, перерізали залізницю і шосе Житомир—Новоград-Волинський. 4-й гвардійський танковий корпус генерала П. П. Полубоярова захопив село Висока Піч і перекрив німцям останній шлях до відступу.
Після захоплення міста радянськими військами багато житомирян було примусово мобілізовано до Червоної Армії, тисячі з них були нагороджені радянськими орденами і медалями, а 13 удостоєні найвищого радянського звання — Героя Радянського Союзу. Ось їх імена: Я. А. Біренбойм, О. Д. Бородій, О. С. Бурдейний, Г. І. Герман, X. М. Гопник, Л. П. Глущенко, Ю. К. Глибко, В. О. Демидов, В. М. Заремба, P. І. Левицький, П. М. Мугальов, А. Р. Обуховський, М. Й. Очерет.
Партизани УПА на Житомирщині також брали участь у боях проти німців.
За період німецької окупації Житомира гітлерівці знищили майже всі промислові підприємства, зруйнували культурно-побутові, навчальні установи, лікарні, сотні житлових будинків, пам'ятники.

### Післявоєнний період та відбудова
У повоєнний період Житомир заліковував численні рани. Адже було знищено близько 40 відсотків житлового фонду, майже всі підприємства, постраждали інженерні комунікації, залізнична станція, трамвайний парк, електростанція тощо. Лише наприкінці 50-х років чисельність населення міста досягла довоєнного рівня. З цього часу почався швидкий розвиток Житомира.
23 жовтня 1953 року на колишній околиці Житомира — Смолянці, на садибі лісозахисної станції розпочала свою роботу школа механізаторів сільського господарства, відома нині як Центр професійно-технічної освіти.
У 1960 році від Київського політехнічного інституту (КПІ) в м. Житомирі був створений загальнотехнічний факультет (ЗТФ КПІ). Студенти, що працювали на підприємствах, повинні були навчатися на факультеті протягом трьох років, після чого мали можливість закінчити навчання в інших закладах вищої освіти України та колишнього Радянського Союзу. 1 вересня 1960 року приступили до занять перші 175 студентів.
За період 1957—1990 років у місті побудовані десятки промислових, транспортних, будівельних, інженерних об'єктів. Серед них — льонокомбінат, заводи хімічного волокна, верстатів-автоматів, 'Промавтоматика', 'Електровимірювач', металоконструкцій, м'ясокомбінат, завод лабораторного скла тощо. Чисельність зайнятих у промисловому виробництві тільки за 1968—1976 р. зросла вдвічі. У місті з'явилися нові вищі, середні спеціальні, науково-дослідницькі, проектно-конструкторські організації, розвивалися установи культури, спорту, туризму. 26 квітня 1986 року сталася аварія на ЧАЕС. У ліквідації наслідків активну участь брали і житомиряни. У самостійній Пожежній частині № 2 м. Житомира є інформація про ліквідаторів.

## Незалежна Україна

### Кінець ХХ — початок ХХІ століття
З 24 серпня 1991 року Житомир є обласним центром незалежної України.
До середини 1990-х років в місті діяв Соколівський гранітний кар'єр, але в подальшому він був закритий та затоплений.
З 1997 року тут діє Житомирський Свято-Анастасієвський ставропігійний жіночий монастир УПЦ.
У 2000-х побудовані супер та гіпермаркети (Вопак, Екомаркет, Дастор, Глобал), кілька заправних станцій (OKKO, ANP та ін). Вулицями Житомира стали курсувати маршрутні таксі. Побудовані розважальні центри (Indigo, DoDo, ФОК, Плаза). Побудовано та будується кілька житлових будинків.
З 2010 по 2015 рік відбудована музична школа на Михайлівській, побудовані декілька спортивних майданчиків з штучним покриттям, В ТТУ з запчастин зібраний тролейбус та ін. 1 [Архівовано 20 листопада 2012 у Wayback Machine.]
У 2016 році проведено археологічні розкопки на Замковій горі, покладено нову плитку на багатьох вулицях в тому числі на Михайлівській, запущено Тролейбусну лінію на вул. Маликова.

### Російсько-українська війна

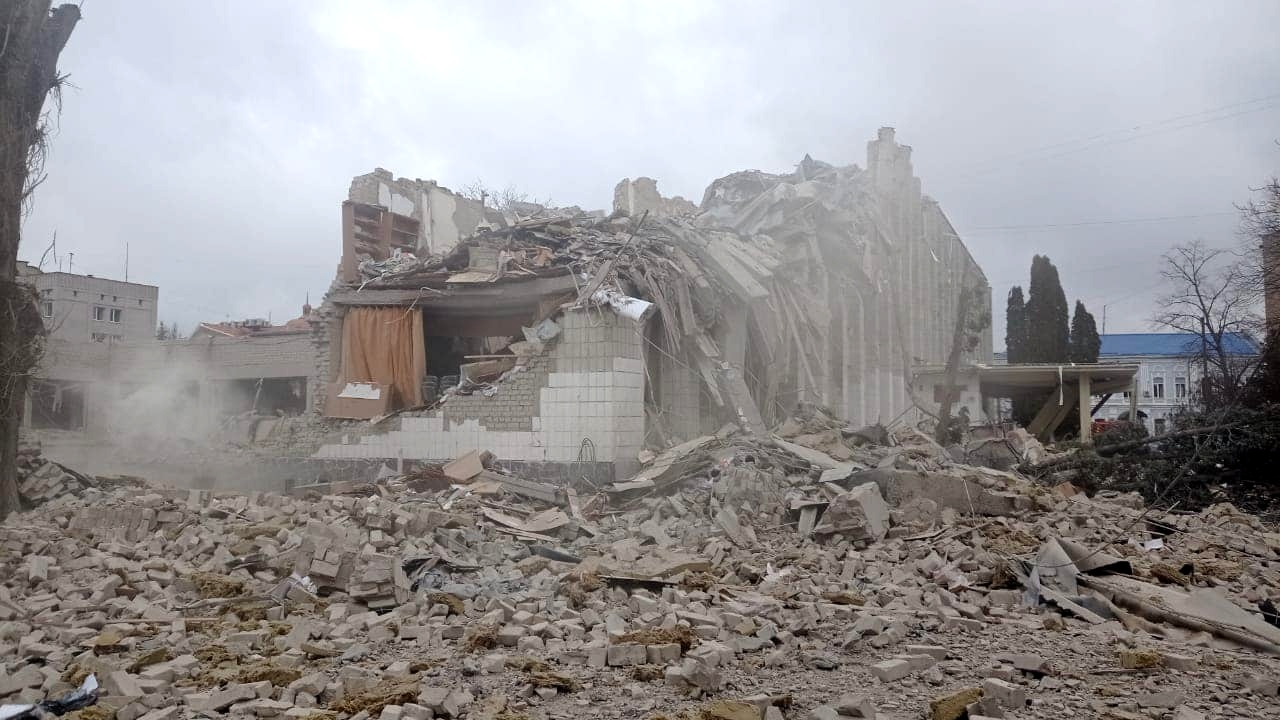
Ліцей № 25 міста Житомира після російського удару 4 березня.

З початком російського вторгнення в Україну, в 2022 році Житомир почав страждати від ракетних обстрілів. 24 лютого о 5:40 ранку ракетним ударом було обстріляно військовий аеродром Озерне у передмісті. Окупаційні війська Росії застосували ракетні комплекси 9К720 «Іскандер», розташовані в Білорусі, для удару по цивільному аеропорту Житомир . 1 березня російські війська вдарили по житловому сектору міста. Було пошкоджено близько 10 житлових будинків на вулиці Шухевича і міська лікарня ім. Павлусенка. На місто було скинуто кілька бомб з жертвами серед цивільного населення. 2 березня окупанти обстріляли Обласний перинатальний центр, також ворог атакував приватний сектор міста.
4 березня російські окупанти завдали ракетного або бомбового удару по 25-й житомирській школі; фактично половину школи було знищено.. Увечері загарбники обстріляли Озерне і Житомирський бронетанковий завод: двоє людей поранені. 8 березня окупанти нанесли черговий удар, було повністю зруйновано гуртожиток, обстріляно завод Ізоват. 9 березня російські сили скидають авіабомби в районі Озерного.
Протягом війни, з районів активних бойових дій до міста релокувалися Попаснянський районний центр комплексної реабілітації та Сєвєродонецький професійний ліцей з Луганської області.
У Житомирі та області проживало близько 8000 вимушених переселенців, що покинули свої домівки унаслідок війни. У липні почалося будівництво житла для їх тимчасового проживання.